# Српска православна црква Вазнесења у Шурјану
Српска православна црква Вазнесења у Шурјану, месту у општини Сечањ, подигнута је 1940. године по пројекту вршачког инжењера Јосифа Јоановића, на месту старијих храмова, једног из 1765. и другог из 1835. године, убраја се у ред заштићених објеката као споменик културе од великог значаја.

## Историјат
Присилно католичење и помађаривање које су спроводиле локалне власти пограничног села Чавош на румунској страни, навело је српско становништво да 1783. пређе у села Војне границе Самош, Шурјан и Боку. Тада су становници Чавоша пренели иконе са свог иконостаса у Шурјан.

## Иконе
Пренете иконе из румунског Чавоша, њих тридесетак и два пара царских двери, настале у 18. веку, подељене су у три серије према стилским особеностима. Прва група припада кругу зографа око Недељка Поповића Шербана и све имају као оквир узану златну и црвену траку, а пресликане су делимично или потпуно. На њима је графицизам мање изражен, поједностављена је линија одеће, али чист колорит и солидна техника упућују на Шербана или његове сараднике. Другу серију чине иконе слабог сеоског мајстора, више етнографских него уметничких вредности. Целивајуће иконе чине трећу групу заједно са иконом Светог Симеона и Светог Саве Српског.
Постоји још једна већа живописана дрвена плоча, вероватно део иконостаса, са фигурама пророка. Иако варирајући у квалитету, све иконе са иконостаса у Чавошу пренете у шурјановачку богомољу, остају у домену традиционалног зографског сликарства путујућих самоука.

## Галерија
- Јужна фасада
- Апсида
- Бочни портал